# Apastovo
Apastovo (in russo Апастово?; in tartaro: Апас, Apas) è un insediamento di tipo urbano che si trova nella Repubblica autonoma del Tatarstan, in Russia. È il centro amministrativo del distretto Apastovskij.
L'insediamento è situato 109 km a sud-ovest di Kazan' nella valle del fiume Svijaga.